# 槍毛長

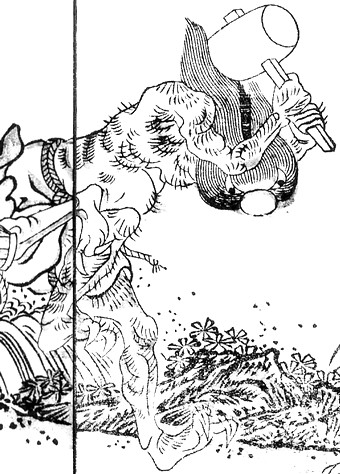
鳥山石燕『百器徒然袋』より「槍毛長」

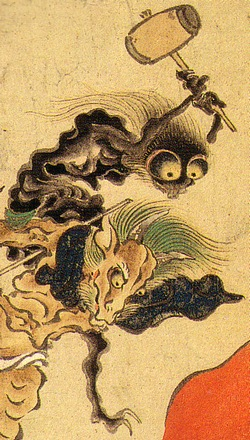
参考・『百鬼夜行絵巻』（真珠庵所蔵）に見られる槌を振り上げている妖怪

槍毛長、鎗毛長（やりけちょう）は、鳥山石燕による江戸時代の妖怪画集『百器徒然袋』に描かれている日本の妖怪。虎隠良や禅釜尚と共に描かれている（百器徒然袋#中を参照）。

## 概要
先端に動物の毛などを飾りつけた毛槍（けやり）の妖怪である。『百器徒然袋』の解説文によればこの毛槍は「日本無双の剛の者」なる者が手に触れたことのある槍であるとされる。また、槍毛長は木槌を振り上げた姿で描かれているが、室町時代の『百鬼夜行絵巻』にも同様に木槌を振り上げた姿勢の妖怪が描かれており、石燕はこれをモデルに槍毛長を描いたとも考えられている。
浮世絵師・月岡芳年は錦絵『百器夜行』（1865年）に石燕の槍毛長を参考にしたと見られる絵を描いている。ただし、こちらでは槌を持っておらず槍のようなものを持っている。

## 平成以降の解説
平成以降の妖怪に関する書籍では、毛槍には鳥の毛が用いられているために「鳥毛槍」（とりけやり）の名でも呼ばれており、この名を逆から呼んで「槍毛鳥」、転じて「槍毛長」と名づけられたとの説もある。